# Értelmező (informatika)
Az értelmező (angolul interpreter) olyan program (ritkábban beépített hardver), ami képes arra, hogy egy meghatározott nyelven megírt utasításokat bemenő adatként kezelje, és a futtató gép saját utasításkészletének megfelelő utasítások sorozatává alakítsa át, majd ezeket az utasítássorozatokat azonnal futtassa is.
Míg egy fordítóprogram a forrásprogramokat utasításonként a futtató gép által végrehajtható (gépi kódú) utasítások sorozatává alakítja át – fordítja – azaz a forrásprogramból a futtatásra kész forma teljes egészében előáll, addig az értelmező a forrásprogramot anélkül is végrehajthatja – azonnal – hogy a teljes forrásprogramot beolvasná.

## Értelmezőkhöz illeszkedő nyelvek jellemzői
Az értelmezett nyelvek általában bizonyos extra flexibilitással rendelkeznek a fordított nyelvekhez képest. Néhány jellemzőjük – általában – egyszerűbben megvalósíthatók értelmezővel, mint fordító programmal:
- platform függetlenség (pl.: Java byte kódja)
- "értékelő" használata (pl. eval függvény)
- dinamikus típusosság
- egyszerű hibakeresés
- kis program méret (Since interpreted languages have flexibility to choose instruction code)
- objektum polimorfizmus
- dynamic scoping

## A leggyakrabban értelmezővel megvalósított nyelvek listája
- APL – egy speciális klaviatúrát használó, alapvetően vektor-feldolgozó nyelv
- ASP – weblapok leíró nyelve
- AWK – mintakereső- és feldolgozó nyelv
- BASIC (legalábbis az eredeti változatok, a modern BASIC változatok már nem)
  - thinBasic
- CYBOL
- ECMAScript
  - ActionScript
  - DMDScript
  - E4X
  - JavaScript (első neve Mocha, később LiveScript)
  - JScript
- Matematikai egyenlet kezelő és megoldó alkalmazások
  - IDL
  - Maple
  - Mathematica
  - MATLAB
- Euphoria – értelmezett vagy fordított
- Forth (eredetileg értelmezett)
- Inform
- J – egy APL variáns.
- Lava
- Lisp
  - Scheme
- Logo
- MUMPS (eredetileg értelmezett, a modern változatok fordítottak)
- Ruby
  - JRuby (a Ruby Java implementációja)
- Smalltalk (tisztán objektumorientált, eredete a Xerox PARC)
  - Bistro
  - F-Script
  - Little Smalltalk
  - Squeak
  - VisualAge
  - VisualWorks
- Interpreteres nyelvek, parancsértelmezők
  - BeanShell – Java alapú scriptnyelv, interpreter és futattókörnyezet
  - PowerShell – windowsos parancsnyelv és értelmező
- Spreadsheets
  - Excel – formulákat tárol, értelmezi őket egy jelekre leképzett formátum segítségével
- Tcl
  - XOTcl

### Virtuális gépi kódra fordított nyelvek
Sok értelmezett nyelvet először lefordítanak valamilyen virtuális gép kódjára, amelyet aztán vagy értelmező vagy fordító hajt végre futásidő alatt (natív kód).
- Java
  - Groovy
  - Join Java
- Lua
- Perl
- PHP
- Pike
- Python
- Visual FoxPro